# Aeroportul Bario
Aeroportul Bario (IATA: BBN, ICAO: WBGZ) este un aeroport din Sarawak, Malaysia ce deservește zona Bario⁠(d). A fost numit după zona deservită.
Situat la o altitudine de 1.052 m, aeroportul dispune de o singură pistă. Este operat de Malaysia Airports⁠(d).